# Pleurotaceae
Pleurotaceae is een botanische naam van een familie van schimmels. Volgens de Index Fungorum [8 maart 2009] bestaat de familie uit de volgende vijftien geslachten: Acanthocystis, Agaricochaete, Antromycopsis, Cantharocybe, Crepidopus, Cyclopleurotus, Gelona, Geopetalum, Geopetalum, Hohenbuehelia, Lentodiopsis, Nematoctonus, Pleuropus, Pleurotus, Pterophyllus, Resupinatus en Scleroma.
Enkele voorbeelden uit deze familie zijn:
- Gewone harpoenzwam (Hohenbuehelia atrocoerulea)
- Helmharpoenzwam (Hohenbuehelia culmicola)
- Kruisdisteloesterzwam (Pleurotus eryngii)
- Gewone oesterzwam (Pleurotus ostreatus)
- Bleke oesterzwam (Pleurotus pulmonarius)